# 대한민국 형법 제143조
대한민국 형법 제143조는 형법 제140조 내지 전조의 미수범의 처벌에 대한 형법각칙의 조문이다.

## 조문
제143조 【미수범】
제140조 내지 전조의 미수범은 처벌한다.

## 참고 문헌
- 김재윤, 손동권, 새로운 형법각론, 율곡출판사, 2013. ISBN 978-89-974283-4-2

## 같이 보기
- 공무상비밀표시무효죄